# Хоуз, Чарльз
Чарльз Хоуз (англ. Charles Hose; 12 октября 1863, Хартфордшир — 14 ноября 1929) — британский колониальный администратор, зоолог, этнолог и фотограф.

## Биография
Родился 12 октября 1863 года в Хартфордшире, Великобритания; получил образование в школе Фелстед в Эссексе. Поступив в Клэр-колледж в Кембридже в 1882 году, почти сразу же перешёл в Джизус-колледж, а затем он покинул Кембридж без получения диплома. С 1884 года находился на государственной службе на Калимантане в подчинении у Чарльза Брука. В 1900 году получил звание почётного доктора наук в Кембриджского университета. В 1907 году вышел на пенсию и вернулся в Англию. В 1916 году был назначен суперинтендантом военного завода в Кингс-Линне; в 1918 году стал председателем следственной комиссии по хлопкоочистительным фабрикам. В 1926 году был избран почётным членом Джизус-колледжа.

## Научная деятельность
Результаты исследований Хоуза значительно расширили знания о животном мире и этнографии Саравака. Его наблюдения и эксперименты привели к решению проблемы авитаминоза у жителей Калимантана, который, как было установлено, развивается от употребления белого очищенного от шелухи риса. Хоуз собрал большое количество ботанических, зоологических, геологических и этнографических коллекций, которые хранятся во многих музеях мира, а также составил карту нефтяных просачиваний района Мири и стал первооткрывателем нефтяных месторождений на Калимантане.
Совместно с другим британским учёным — антропологом Альфредом Хэддоном (1855—1940) — ввёл в научный оборот понятие «клемантаны» в качестве обобщающего названия для группы близких по хозяйственному и этнокультурному укладу даякских народностей этого региона: мурутов, калабитов, бидаю, себопов, бараванов, меланау и ряда других.
В честь Хоуза названы разные виды животных (земноводные, птицы, млекопитающие) и горный массив на острове Калимантан (Горы Хоуза).

## Публикации
- Hose C. A descriptive account of the mammals of Borneo (англ.). — London, 1893.
- Hose C. The Pagan Tribes of Borneo (англ.). — London: Macmillan and co., limited, 1912. — doi:10.5962/bhl.title.29230.
- Hose C. Fifty Years of Romance and Research of a Jungle-Wallah at Large, 1927